# Profeta da Esperança
Profeta da Esperança é um álbum ao vivo do cantor Kleber Lucas, lançado em 2012 pela MK Music, com produção musical de Rogério Vieira.
A gravação do álbum ocorreu no dia 21 de agosto de 2012, na Comunidade Evangélica Projeto Vida em Volta Redonda.
A música "Vou Deixar na Cruz" foi carro-chefe do projeto que vendeu mais de 40 mil cópias vendidas e foi certificado com disco de ouro pela ABPD.
O Álbum é vencedor do Grammy Latino 2013, na categoria, Melhor Álbum de Música Cristã em Língua Portuguesa.

## Produção
Após as captações ao vivo, o cantor realizou a pós-produção da obra e declarou: "Hoje, terminamos a mixagem do CD. Estou muito feliz com todos os preparativos e na expectativa para este lançamento. A cada etapa, me surpreendo com a competência dos profissionais envolvidos. Agradeço mais uma vez ao meu produtor Rogério e esta parceria que se firmou em trabalhos anteriores, e ao Edinho, um amigo muito especial e dedicado. Profeta da Esperança está por vir com muitas novidades!".
No final de outubro de 2012 a capa da obra foi divulgada pela gravadora MK Music, porém recebeu várias avaliações negativas por parte da crítica especializada, principalmente pelo excesso de cores e elementos no encarte marcadas pela falta de caracterização do título e o conteúdo da obra no projeto gráfico.

## Faixas
1. Sai do Meu Caminho (Kleber Lucas e Rogério Vieira)
2. Vou Deixar na Cruz (Kleber Lucas, Valmir Bessa e Duda Andrade)
3. Adore (Kleber Lucas)
4. Profeta da Esperança (Kleber Lucas e Sérgio Knust)
5. Eu Estou de Volta à Fonte (Kleber Lucas e Emerson Pinheiro)
6. Está Escrito (Kleber Lucas e Rogério Vieira)
7. Eu Vou Me Esvaziar (Eu Vou Subir a Montanha) (Kleber Lucas)
8. Teu Silêncio (Lilian Lopes)
9. Eu Sei (Kleber Lucas e Bene Gomes)
10. Agindo Deus (Kleber Lucas)
11. Pela Graça (Kleber Lucas)
12. Novos Céus (Kleber Lucas)
13. Pai e Filho (Kleber Lucas)
14. Diga ao Fraco (Kleber Lucas)

## Clipes
| Música             | Lançamento          |
| ------------------ | ------------------- |
| Vou deixar na cruz | 13 de março de 2013 |